# Peter Shao Zhumin
Peter Shao Zhumin (chiń. 邵祝敏; ur. w 1963) – chiński duchowny katolicki, biskup Yongjia od 2016.

## Życiorys
Święcenia kapłańskie otrzymał w 1989.
Wybrany biskupem koadiutorem biskupa Vincenta Zhu Weifang. Sakrę biskupią przyjął z mandatem papieskim w grudniu 2007. 7 września 2016, po śmierci poprzednika został biskupem ordynariuszem Yongjia.